# سیارک ۲۷۱۲۱
سیارک ۲۷۱۲۱ (به انگلیسی: 27121 Joardar، نامگذاری:1998WV10)۲۷۱۲۱مین سیارک کشف شده‌است که در ۲۱ نوامبر ۱۹۹۸ کشف شد.